# Anacréon
Anacréon, ou L'amour fugitif (in italiano Anacreonte, o L'amore fuggitivo) è un'opera (opéra-ballet) in due atti di Luigi Cherubini su libretto di C.R. Mendouze. La prima rappresentazione ebbe luogo presso la Salle Montansier dell'Opéra di Parigi il 4 ottobre 1803, con la coreografia di Pierre-Gabriel Gardel.
Il lavoro fu un completo fallimento, l'ultimo spettacolo fu il 1º gennaio 1804 dopo sole sette rappresentazioni. Il soggetto, una relazione amorosa dell'antico poeta greco Anacreonte, era completamente estraneo allo spirito dell'epoca. Secondo un critico Cherubini nel protagonista aveva rappresentato "un vieux debauché déguisé en héros d'opéra" ("un vecchio dissoluto nelle vesti di un eroe operistico").
L'ouverture fu apprezzata da Weber e Berlioz e ne esistono numerose registrazioni. L'opera completa venne ripresa dalla RAI nel 1973 e andò in scena alla Scala nel 1983 con la direzione di Gianandrea Gavazzeni.

## Interpreti della prima rappresentazione
| Personaggio     | Interprete                                 |
| --------------- | ------------------------------------------ |
| Anacréon        | François Lays                              |
| Corine          | Caroline Branchu                           |
| L'Amour         | Augustine Hymm                             |
| Prima schiava   | Désirée Pelet                              |
| Seconda schiava | Mlle Cholet                                |
| Vénus           | Mme Jannard                                |
| Bathille        | Casimir Éloy                               |
| Glycère         | Mlle Lacombe                               |
| Athanaïs        | Marie Élisabeth Anne Gardel (nata Houbert) |

## Trama
Luogo: la città greca di Teos nell'antica Ionia.

### Atto I
La giovane etera Corine è innamorata del poeta Anacréon, e ignora che egli nutre gli stessi sentimenti per lei. Mentre si prepara per le celebrazioni del cinquantesimo compleanno di Anacréon, Corine prega Cupido di fare in modo che lei e il poeta si possano unire, nonostante la differenza di età. Scoppia una tempesta e un piccolo ospite, bagnato fino alle ossa, giunge nella casa di Anacréon durante la festa. È Cupido sotto mentite spoglie, in fuga dalla madre Venere. Egli riesce ad affascinare tutti con i suoi poteri.

### Atto II
Cupido commuove Anacréon con il racconto della sua infanzia infelice, poi fa in modo che si accendano e riaccendano amori, tra cui quello tra Glycère e Bathille. A questo punto giunge un messaggio di Venere, che ha appena appreso della fuga del figlio. La dea promette in premio a chi lo cattura il compimento di ogni desiderio. I presenti capiscono chi è Cupido e lo catturano, ma i suoi lamenti li inducono a liberarlo. Quando Cupido ricomincia con le sue arti magiche, però, lo bloccano di nuovo e lo legano alla statua della Saggezza. Anacréon può così chiedere a Venere che vengano soddisfatti i suoi desideri: di potersi dedicare al culto della bellezza per il resto della vita e che Corine ricambi il suo amore.

## Discografia
- 1971 - Franco Bonisolli (Anacréon), Katia Ricciarelli (Corine), Pierrette Gallet (Vénus), Valeria Mariconda (L'Amour), Carlo Gaifa (Bathille), Carmen Gonzales (Glycère), Monique Baudoin (Athanaïs), Slavka Taskova-Paoletti (Schiava), Carmen Gonzales (Schiava) - Direttore: Eliahu Inbal - Registrato dal vivo durante una Settimana Musicale Senese al Teatro dei Rinnovati di Siena - LP: Mauro R. Fuguette «Cherubini Series» MRF/C-01[7]; CD OperaPassion